# István Nemere
István Nemere (Pécs, 8 de novembre de 1944 — 15 de novembre de 2024) fou un novel·lista hongarès, esperantista i traductor reconegut per la seva prolífica obra literària.
Nemere va ser elegit dues vegades president del PEN Club Internacional durant la dècada de 1990, tot i que no era membre de la Unió d’Escriptors Hongaresos.  La fama de Nemere es deu principalment a les seves novel·les de ciència-ficció i fenòmens paranormals, però també va escriure en altres gèneres. Les seves obres han estat traduïdes a diverses llengües, incloent-hi l'esperanto i el persa. El seu primer llibre es va publicar el 1974. Va assolir el rècord de més llibres publicats, amb un total de 800, superant la famosa escriptora britànica Barbara Cartland. Fins al novembre de 2020, havia publicat 744 llibres. Nemere va ser una figura notable en el món de la ciència-ficció hongaresa, amb un total de 60 novel·les i diversos relats. Nemere va denunciar que la pel·lícula Demolition Man havia plagiat una de les seves novel·les.
Va morir el 15 de novembre de 2024, a l'edat de 80 anys, després de perdre la consciència mentre conduïa i romandre diversos dies en coma induït.

## Obres destacades
- A kozmosz korbácsa,
- Acélcápa,
- Neutron-akció.[8]